# Defari

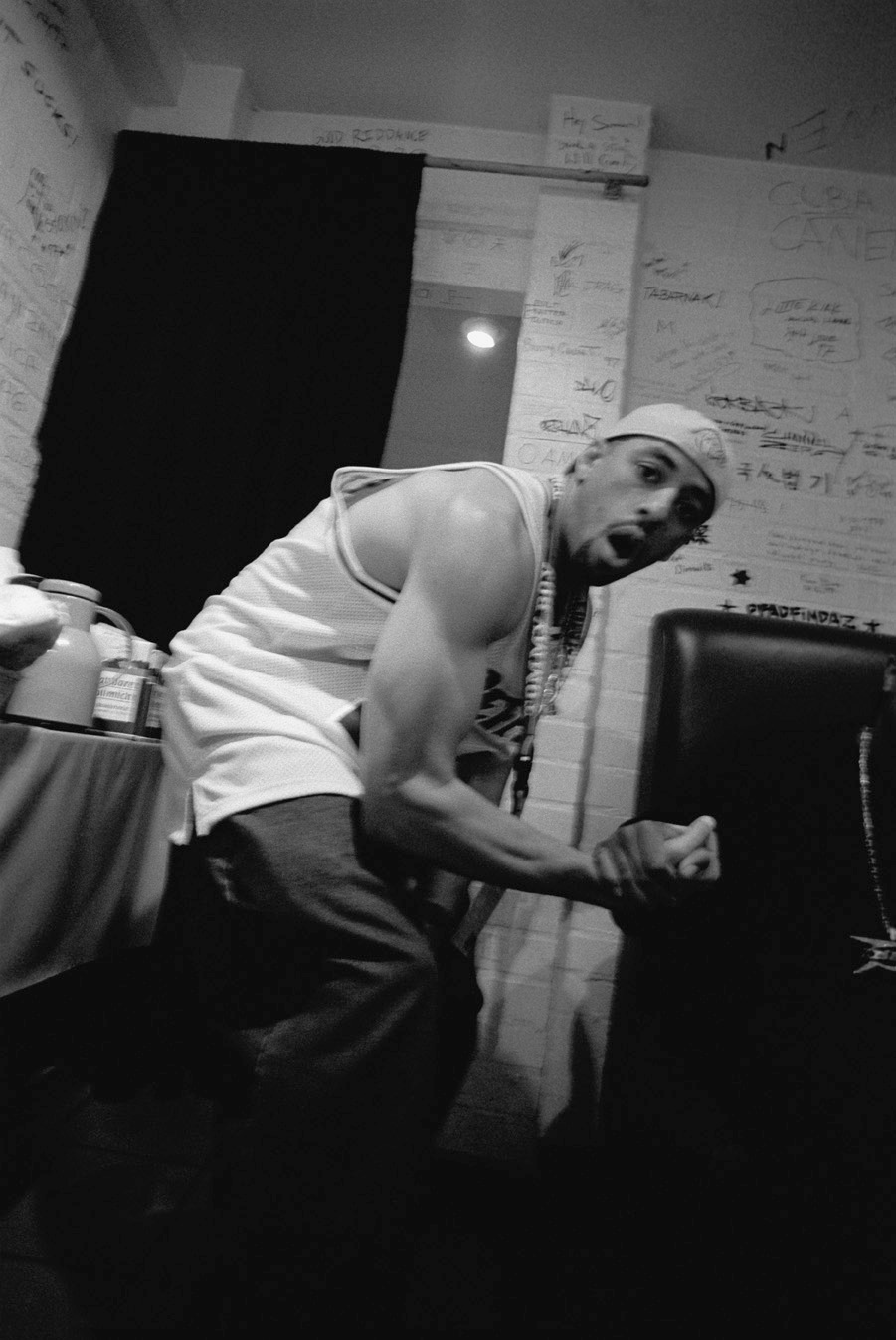
Defari backstage bei einem Konzert in Hamburg im Jahr 2000

Defari (* in Santa Monica, Kalifornien; richtiger Name Duane Johnson, Jr.), auch Defari Herut oder L.A.’s Own Billy the Kidd, ist ein US-amerikanischer Rapper.

## Biografie
Defari begann bereits 1982 sich mit Musik zu beschäftigen, am Anfang jedoch noch als DJ, bevor er 1987 zu rappen begann. Dennoch behandelte er das Ganze mehr als ein Hobby und kümmerte sich mehr um seine Karriere. Er studierte Soziologie an der University of California in Berkeley und erreichte schließlich einen Master-Abschluss in Geschichte und Erziehung an der Columbia University. Danach nahm er eine Stelle als High-School-Lehrer an.
Die Wende in seinem Leben begann, als er 1994 den Produzenten & Rapper von Tha Alkaholiks, E-Swift, traf. Zusammen mit ihm nahm er einige Lieder auf und gehörte ab sofort zur Likwit Crew, zusammen mit Tha Alkaholiks & King Tee. Seine Lieder schickte er an verschiedene Label, von denen schließlich Tommy Boy Records ihn unter Vertrag nahm und er 1999 sein Debüt-Album aufnehmen konnte.
Auf Grund des Misserfolgs dieses Albums endete der Vertrag und er veröffentlichte den Nachfolger independent über ABB Records unter seinem Pseudonym L.A.’s Own Billy the Kidd.
Inzwischen hatte er den Rapper Xzibit kennengelernt, der ebenfalls zur Likwit Crew gehörte, und gerade, mit Hilfe von Dr. Dre, ein mit Platin ausgezeichnetes Album veröffentlicht hatte. Xzibit verpflichtete ihn für sein neu gegründetes Plattenlabel Open Bar Entertainment und nahm ihn mit auf seine Welt-Tournee. Nachdem er dort vor teilweise sehr großem Publikum aufgetreten war, erkannte er, laut eigener Aussage, dass er lieber in kleineren Kreisen Musik machen wollte. Der Vertrag wurde einvernehmlich aufgelöst und das Album 2003 erneut independent über High Times veröffentlicht.
Noch im selben Jahr kehrte er zu ABB Records zurück, wo zunächst eine Sammlung unveröffentlichter Lieder von ihm als EP auf den Markt gebracht wurde.
Darauf folgte zusammen mit DJ Babu von den Dilated Peoples, mit denen er auf jedem seiner Alben zusammengearbeitet hatte, ein Album unter dem Gruppennamen Likwit Junkies.
2006 veröffentlichte er sein offiziell drittes Soloalbum Street Music.
2017 erschien das komplett von Evidence produzierte Album Rare Poise.

## Diskografie
- 1999: Focused Daily
- 2000: L.A.’s Own Billy The Kidd - The Saloon Music LP
- 2003: Odds & Evens
- 2003: L.A. Collection EP
- 2005: The L.J.’s (mit DJ Babu als Likwit Junkies)
- 2006: Street Music
- 2017: Rare Poise